# József Szájer
József Szájer, maďarsky Szájer József, (* 7. září 1961, Sopron) je maďarský právník a pravicový politik, v letech 2004 až 2020 poslanec Evropského parlamentu zasedající v parlamentní politické skupině Evropské lidové strany opakovaně zvolený za stranu Fidesz – Maďarská občanská unie. Podle tzv. Befolyás-barométer, který každoročně vydává nezávislý finanční a obchodní zpravodajský portál Napi.hu, byl v roce 2015 zařazen na 29. místo a v roce 2016 na 38. místo v seznamu 100 nejvlivnějších mužů v Maďarsku.

## Biografie
Narodil se roku 1961 ve městě Sopron v tehdejší Maďarské lidové republice. Jeho matka Edit Kiss i otec József Szájer pracovali jako pedagogové. Mezi lety 1976 a 1980 studoval v anglické třídě na Széchenyi István Gimnázium v Soproni. Poté mezi lety 1981 a 1986 studoval na Fakultě státu a práva na Univerzitě Loránda Eötvöse v Budapešti, kde získal právnických diplom. V letech 1986 až 1989 byl na studijním pobytu na Oxfordské univerzitě, v letech 1988 až 1989 na University of Michigan v USA. Během studií byl členem Bibó István Szakkollégium, kde později působil i jako vychovatel. Od roku 1990 do roku 1996, kdy složil odbornou právnickou zkoušku, byl právním adjunktem na Univerzitě Loránda Eötvöse.

### Politická kariéra
V roce 1988 byl jedním ze zakladatelů opoziční strany Svaz mladých demokratů (Fidesz), za kterou se později účastnil i politických diskuzí u tzv. Opozičního kulatého stolu (maďarsky Ellenzéki Kerekasztal) v době pádu komunismu v Maďarsku.
- Parlamentní volby v Maďarsku 1990 — poprvé zvolen poslancem Zemského sněmu za stranu Fidesz. Stal se místopředsedou Výboru pro evropskou integraci, členem Zahraničního výboru a místopředsedou parlamentní frakce strany Fidesz.
- Parlamentní volby v Maďarsku 1994 — podruhé zvolen poslancem Zemského sněmu za stranu Fidesz.
- Parlamentní volby v Maďarsku 1998 — potřetí zvolen poslancem Zemského sněmu za stranu Fidesz–MPP. Stal se předsedou Výboru pro evropskou integraci a předsedou parlamentní frakce strany Fidesz.
- Parlamentní volby v Maďarsku 2002 — počtvrté zvolen poslancem Zemského sněmu za stranu Fidesz–MPP. Do roku 2004 působil rovněž jako místopředseda parlamentu a místopředseda parlamentní frakce strany Fidesz.
- Volby do Evropského parlamentu v Maďarsku 2004 — kandidoval na kandidátní listině strany Fidesz-MPSZ, poprvé zvolen poslancem Evropského parlamentu.
- Volby do Evropského parlamentu v Maďarsku 2009 — kandidoval na 2. místě kandidátní listiny koalice Fidesz–KDNP, opět zvolen.
- Volby do Evropského parlamentu v Maďarsku 2014 — kandidoval na 2. místě kandidátní listiny koalice Fidesz–KDNP, opět zvolen.
- Volby do Evropského parlamentu v Maďarsku 2019 — kandidoval na 2. místě kandidátní listiny koalice Fidesz–KDNP, opět zvolen.

## Soukromý život
Jeho bratry jsou podnikatel Imre Szájer a István Szájer.
Od roku 1983 je ženatý s Tünde Handó, která pracuje jako soudkyně. V roce 1987 se jim narodila dcera Fanni.
V roce 2000 mu britská královna Alžběta II. udělila Řád sv. Michala a sv. Jiří druhého stupně Knight Commander (KCMG).
V listopadu 2020 byl v Bruselu v době restrikcí vyvolaných pandemií covidu-19 zadržen policií po rozehnání nelegálního homosexuálního večírku, odkud se pokoušel utéct po okapu, když v jeho batohu byly nalezeny drogy. O několik dnů později na svou funkci europoslance rezignoval a omluvil se za osobní selhání.

## Publikace
- A vis major a római jogban; ELTE, Budapest, 1983. (poznámka: vydáno v sérii Publicationes Instituti Iuris Romani Budapestinensis)
- Hermeneutika és a római jog. Interpretációelméleti vázlat; ELTE, Budapest, 1986. (poznámka: vydáno v sérii Publicationes Instituti Iuris Romani Budapestinensis)
- Jogállam, szabadság, rendszerváltoztatás. Beszédek, írások, dokumentumok, 1987-1997; DAC Alapítvány, Budapest, 1998. (poznámka: vydáno v sérii Jogállam-könyvek)
- Szájer József – Laky Zsuzsanna – Tapasztó Szabolcs: Európa. Az Európai Parlament és az Európai Unió további intézményei és működésük; Magyar Egyetemi, Budapest, 2004. (poznámka: vydánov sérii Polgári kiskönyvtár sorozat)
- Ablonczy Bálint: Az alkotmány nyomában. Beszélgetések Szájer Józseffel és Gulyás Gergellyel; Elektromédia, Kerepes, 2011 (poznámka: vydáno také anglicky, francouzsky a německy)
- Szabad Magyarország, szabad Európa. Újabb tizenöt év. Beszédek, írások, dokumentumok, 1998-2013; Szájer József, Budapest, 2014.[7]
- Ne bántsd a magyart! Gondolatok a bevándorlásról, a Fideszről, Magyarországról, Alaptörvényünkről és Európáról; Közép- és Kelet-európai Történelem és Társadalom Kutatásáért Közalapítvány, Budapest, 2019.